# سیکورسکی (دهانه)
سیکورسکی یک دهانه برخوردی در ماه‌ است.

## دهانه‌های اقماری
این دهانه ۱ دهانه اقماری دارد.
| Sikorsky | عرض جغرافیایی | طول جغرافیایی | قطر          |
| -------- | ------------- | ------------- | ------------ |
| Q        | ۶۶.۰° S       | ۱۰۳.۱° E      | ۱۵.۰ کیلومتر |